# Bauduin Le Roy
Bauduin Le Roy est né à Ath, le 16 septembre 1612 et décédé à Mons, le 20 mai 1672. 
Il exerça d'abord la carrière d'avocat, puis fut nommé conseiller du chapitre de Sainte Waudru et greffier de la cour féodale de Hainaut. Bauduin Le Roy composa plusieurs ouvrages en vers français. Cependant on ne connaît de lui qu'un poème en vers alexandrins, dédié à Charles-Albert de Longueval, comte de Bucquoy, grand bailli et capitaine général de Hainaut. Ce poème est intitulé : Dialogue de la fermeté, constance et reconfort es adversités. Tiré en partie d'aucuns graves autheurs latins (Mons, 1654). Cet opuscule, d'une excessive rareté, est imprimé en caractères italiques. C'est un dialogue entre deux personnages : Damon et Philon. Le premier a résolu de s'expatrier pour se soustraire aux calamités qui accablent son pays natal : la guerre, la peste, les impôts et autres fléaux ; le second cherche à le détourner de ce projet, lui conseillant de « prendre la Constance pour asyle de sa seureté, de s'arrester vertueux au lieu où Dieu a placé ses possessions ». 